# Roy Rogers
Roy Rogers (Cincinnati, Ohio, 5 de novembro de 1911 – Apple Valley, Califórnia, 6 de julho de 1998) foi um cantor e ator norte-americano, cujo nome verdadeiro era Leonard Franklin Slye. Ele e sua terceira esposa, Dale Evans, seu cavalo Trigger e seu cachorro, Bullet, apareceram em aproximadamente uma centena de filmes. Fizeram também o programa The Roy Rogers Show, que começou no rádio e depois de nove anos mudou-se para a televisão, onde ficou de 1951 a 1957. Dele participavam ainda dois antigos parceiros no cinema, Pat Brady, (que dirige um jipe de nome "Nellybelle"), e Gabby Hayes. O apelido de Roy era "King of the Cowboys" (Rei dos Cowboys), enquanto sua esposa era a  "Queen of the West" (Rainha do Oeste).

## Biografia
Em julho de 1912, a família de Rogers mudou-se para uma casa-barco em Portsmouth, Ohio. Em 1919 a família foi morar em uma casa de fazenda, mas como não era suficiente para o sustento, o pai de Rogers foi trabalhar em uma fábrica de calçados na cidade.
Rogers estudou em McDermott, Ohio e quando completou 17 anos sua família retornou para Cincinnati. Rogers passou a trabalhar junto com seu pai e a estudar à noite. Após ser ridicularizado pelos companheiros de classe, ele deixou a escola e nunca mais voltou.
Em 1929, Mary, sua irmã mais velha foi viver em Lawndale, Califórnia com seu marido. Em 1930, Rogers e a família foram visitá-la e alugaram uma casa nas proximidades. Rogers e seu pai empregaram-se como motoristas de caminhão na construção de uma autoestrada. Com dificuldades financeiras devido à Grande Depressão, o pai queria trabalhar em Los Angeles, quando Rogers já havia começado a cantar e tocar seu violão. Ele e um primo começaram a se apresentar em Los Angeles como os The Slye Brothers. Em 1933, Rogers se casou com Lucile Ascolese, mas eles se divorciaram três anos depois.
Após quatro anos de pouco sucesso, Rogers ajudou Bob Nolan e outros a formar o grupo Sons of the Pioneers, em 1934. Logo apareceram as primeiras canções de sucesso como "Cool Water" e "Tumbling Tumbleweeds". O grupo causou um grande impacto na música estadunidense, notadamente no country'n'western (um dos ramos do country). Além disso, cantou em filmes de John Ford e apareceu em vários outros, inclusive do próprio Rogers.
Em 1935, com o nome de Leonard Slye e como um dos componentes dos Sons of the Pioneers, o ator estreou no cinema, na comédia Slightly Static, um curta-metragem dos estúdios de Hal Roach. Nesse mesmo ano, o conjunto apareceu, entre outros, em Boiadeiro Trovador (Tumbling Tumbleweeds), da série de Gene Autry, outro cowboy cantor famoso. Em 1938, após fazer pequenos papéis em várias películas, Slye, a essa altura já fora dos Sons of the Pioneers, foi registrado pela Republic Pictures como "Roy Rogers" e estrelou seu primeiro filme, o faroeste B Sob as Estrelas do Oeste (Under Western Stars). A fama de Rogers começou a crescer e chegou e superar Gene Autry na preferência dos inúmeros fãs dos filmes e discos do gênero. Rogers trabalhou como coadjuvante num filme de John Wayne, Comando Negro (Dark Command), de 1940. Em 1944, Dale Evans foi escalada para um de seus filmes, Pulseira Misteriosa (The Cowboy and the Señorita) e, com a morte de sua esposa, Arline Wilkins, ao dar à luz seu filho, Roy Rogers, Jr. (Dusty), eles se casaram em 31 de dezembro 1947 e foram morar em um rancho em Davis, Oklahoma. Foi o terceiro casamento de Dale e eles viveram juntos até o falecimento de Rogers.
Rogers e Dale se tornaram defensores da adoção de crianças, e eles mesmos fizeram isso com muitas. Além dos custos com sua ação filantrópica, Rogers, ao contrário de outros cowboys-cantores, nunca foi milionário pois sempre trabalhou sob contrato dos estúdios de cinema.
Rogers morreu de problemas cardíacos em 1998, aos 86 anos. Foi sepultado no Sunset Hills Memorial Park, Apple Valley, Califórnia no Estados Unidos.

## Características das filmagens
- Todos os faroeste B de Roy Rogers até meados de 1944 foram dirigidos por Joseph Kane; do fim desse ano até meados de 1946, John English dirigiu três e Frank McDonald, nove; daí em diante, até o final, em 1951, o diretor foi William Witney.
- Até 1942, os filmes de Rogers tinham duração semelhante à de todos os faroestes B: entre cinquenta e sessenta minutos; a partir do ano seguinte, a duração foi aumentada para até setenta minutos, com alguns filmes ultrapassando essa marca, chegando a setenta e nove minutos em Meu Amigo Trigger (My Pal Trigger); curiosamente, a partir de fins de 1948, todos os filmes têm a duração de sessenta e sete ou sessenta e oito minutos.
- Todos os filmes estrelados por Rogers são em preto e branco, com exceção de alguns dirigidos por William Witney, que foram feitos em TruColor, um processo de fotografia em cores criado pela Republic Pictures e que é considerado, por muitos, como um dos piores da história do cinema.
- A série passou por três fases distintas: do início até 1942, os filmes privilegiavam a ação, girando muitas vezes em torno de personagens ou fatos históricos e contavam com poucos números musicais; a partir de 1943, a parte musical foi decididamente aumentada, Rogers começou a usar roupas cada vez mais espalhafatosas, temas patrióticos passaram a ser abordados e as histórias se desenvolviam, muitas vezes, em cenários modernos, com aviões, carros, ônibus e espiões se misturando a cavalos, vacas, diligências e pistoleiros à moda antiga; com o fim da guerra, a direção dos filmes foi entregue a William Witney, que voltou a investir nas cenas de ação (em vários casos, violentas para a época), com poucos interlúdios musicais, como no início.

## Coadjuvantes e estrelas
- Roy Rogers teve os seguintes atores como sidekick (no Brasil, ajudante, boboca ou companheiro), normalmente encarregados dos momentos cômicos: Smiley Burnette (seis filmes, inclusive os dois primeiros), Raymond Hatton (três filmes mais um em que dividiu a função com Gabby Hayes), George "Gabby" Hayes (quarenta filmes), Andy Devine (nove filmes) e Pat Brady (cinco filmes).
- Depois de famoso, Rogers exigiu que a Republic Pictures colocasse os Sons of the Pioneers em seus filmes. Eles apareceram primeiramente em Red River Valley, de 1941, e depois em todos seus filmes pelos sete anos seguintes.
- Além de Pulseira Misteriosa (The Cowboy and the Señorita), de 1944, Dale Evans foi o par romântico de Roy Rogers em mais vinte e sete filmes; várias outras atrizes exerceram essa função, sendo as mais notáveis: Mary Hart (sete filmes e mais um após mudar o nome para Lynne Roberts); Jane Frazee (cinco filmes) e Penny Edwards (idem).
- Doris Day, a atriz que faz a mocinha no filme Legenda do Vale da Morte (Saga of Death Valley), desistiu da carreira em 1943; não se trata, portanto, da mesma Doris Day que ficaria famosa fazendo comédias com Rock Hudson.

## Trigger
Enquanto Rogers era "O Rei dos Cowboys", seu magnífico palomino Trigger era chamado de "O Cavalo Mais Inteligente do Cinema"; Trigger chegou a ter uma revista de histórias em quadrinhos com seu nome e morreu em 1965, coberto de fama; uma estátua sua foi colocada na entrada do Museu Roy Rogers-Dale Evans em Victorville, Califórnia.
O violão do cantor country Willie Nelson se chama "Trigger", em homenagem ao cavalo de Rogers.

## Legado e homenagens
- No filme Die Hard (no Brasil, Duro de Matar), quando perguntado se ele se achava John Wayne, Rambo ou o Delegado Dillon, John McClane (Bruce Willis) responde que na verdade ele estava mais para Roy Rogers, porque gostava das camisas do cantor.
- Elton John gravou a canção Roy Rogers em 1973, em seu álbum "Goodbye Yellow Brick Road".

## Quadrinhos
Assim como vários astros do western dos anos 1940 e 1950, Roy Rogers também foi adaptado para os quadrinhos, estrelando uma tira de jornal e revistas da Western Publishing. Dentre os artistas, figuram Tom "Al" Mckimson (1907-1998) e seu irmão Charles, além de John Buscema, em início de carreira. Entre os autores, Gaylord DuBois. No Brasil e em Portugal os quadrinhos foram publicados e divulgados nos anos 1960-1970 pela EBAL, nas revistas com o nome do cowboy.

## Filmografia
Todos os títulos em Português se referem a exibições no Brasil. Muitos filmes permanecem inéditos, principalmente as produções de 1941 e 1942.

### Como Leonard Slye, integrante do Sons of the Pioneers
- 1935
  - Slightly Static, comédia curta-metragem
  - The Old Homestead, comédia musical
  - Way Up Thar, comédia curta-metragem
  - Boiadeiro Trovador (Tumbling Tumbleweeds), da série de faroestes B de Gene Autry para a Republic Pictures
  - Astro por Aclamação (The Big Show), idem
  - No Velho Rancho (The Old Corral), idem
  - O Galante Defensor (The Gallant Defender), da série de faroestes B de Charles Starrett para a Columbia Pictures
- 1936
  - Vingador Misterioso (The Mysterious Avenger), idem
  - Song of the Saddle, da série de faroestes B de Dick Foran para a Warner Brothers
  - A Mala da Califórnia (The California Mail), idem
  - O Último Romântico (Rhythm of the Range), faroeste A da Paramount Pictures estrelado por Bing Crosby e dirigido por Norman Taurog
- 1937
  - Desmascarando um Impostor (The Old Wyoming Trail), da série de faroestes B de Charles Starrett para a Columbia

### Como Dick Weston
- 1937
  - O Grande Rodeio (Wild Horse Rodeo), da série de faroestes B do trio The Three Mesquiteers para a Republic
  - The Old Barn Dance, da série de faroestes B de Gene Autry para a Republic

### Como Roy Rogers

#### Ator coadjuvante ou Convidado especial
- Onde o Ouro Não é Lei (Jeepers Creepers, 1939), faroeste estrelado pela Família Weaver
- Comando Negro (Dark Command, 1940), faroeste A estrelado por John Wayne e dirigido por Raoul Walsh
- Rodeo Dough (1940), curta-metragem sobre o (à época) famoso Rodeio de Palm Springs, Califórnia
- O Juiz de Arkansas (Arkansas Judge, 1941), drama passado em cidadezinha do interior e estrelado pela Família Weaver
- Meet Roy Rogers (1941), documentário de dez minutos sobre o ator
- Brasil (Brazil, 1944), comédia musical cuja ação se passa em um Brasil criado em Hollywood
- A Ilha dos Sonhos (Lake Placid Serenade, 1944), musical romântico, veículo para Vera Ralston, esposa do presidente da Republic
- Um Sonho em Hollywood (Hollywood Canteen, 1944), comédia musical com o grande elenco da Warner Brothers
- Out California Way (1946), faroeste B da série de Monte Hale, o novo cowboy cantor da Republic
- Romance, Sorriso e Música (Hit Parade of 1947, 1947), musical romântico, o quarto de uma série de cinco
- Screen Snapshots Series 27: Hollywood Cowboys (1947), curta-metragem da Columbia sobre diversos cowboys do cinema
- Melodia (Melody Time, 1948), animação combinada com musical produzida pela Walt Disney Pictures
- O Filho do Treme-Treme (Son of Paleface, 1952), faroeste cômico da Paramount estrelado por Bob Hope
- Screen Snapshots: Hollywood Bronc Busters (1955), curta-metragem da Columbia sobre cowboys de Hollywood
- Valentão é Apelido (Alias Jesse James, 1959), faroeste cômico da United Artists estrelado por Bob Hope
- A Grande Amizade (MackIntosh & T. J., 1975), pequeno faroeste estrelado por Rogers e também seu último filme
- No Esplendor de Hollywood (Hooray for Hollywood, 1975), documentário sobre astros dos anos 1930
- Roy Rogers, O Rei dos Cowboys (Roy Rogers, King of the Cowboys, 1992), documentário de Thys Ockersen sobre o ator

#### Astro de faroestes B
| - Sob as Estrelas do Oeste (Under Western Stars, 1938) - Billy the Kid Returns, 1938 - Volte Para o Rancho (Come On, Rangers!, 1938) - Shine On Harvest Moon, 1938 - Cavaleiros Intrépidos (Rough Riders Round-Up, 1939) - Correio da Fronteira (Frontier Pony Express, 1939) - Bandoleiro de Uniforme (Southward Ho!, 1939) - Traição Infame (In Old Caliente, 1939) - O Cowboy de Wall Street (Wall Street Cowboy, 1939) - O Bamba do Arizona (The Arizona Kid, 1939) - Legenda do Vale da Morte (Saga of Death Valley, 1939) - Dias de Jesse James (Days of Jesse James, 1939) - O Jovem Buffalo Bill (Young Buffalo Bill, 1940) - Cidade Sinistra (The Carson City Kid, 1940) - O Cowboy e a Dama (The Ranger and the Lady, 1940) - A Lei da Fuga (Colorado, 1940) - Sede de Ouro (Young Bill Hickok, 1940) - Legião da Fronteira (The Border Legion, 1940) - Robin Hood do Oeste (Robin Hood of the Pecos, 1941) - Terror na Fronteira (In Old Cheyenne, 1941) - O Xerife de Tombstone (Sheriff of Tombstone, 1941) - Nevada City, 1941 - Bad Man of Deadwood, 1941 - Jesse James at Bay, 1941 - Red River Valley, 1941 - Vaqueiro Errante (Man from Cheyenne, 1942) - Exploradores do Oeste (South of Santa Fe, 1942) - Balas Redentoras (Sunset on the Desert, 1942) - Romance on the Range, 1942 - Sons of the Pioneers, 1942 - Sunset Serenade, 1942 - Coração do Oeste (Heart of the Golden West, 1942) - A Marcha dos Bandoleiros (Ridin' Down the Canyon, 1942) - A Leoa do Oeste (Idaho, 1943) - Missão Perigosa (King of the Cowboys, 1943) - Aposta Afortunada (Song of Texas, 1943) - Caminho Trágico (Silver Spurs, 1943) - Man from Music Mountain, 1943 - Potro Selvagem (Hands Across the Border, 1944) - Pulseira Misteriosa (Cowboy and the Señorita, 1944) - Rosa do Texas (Yellow Rose of Texas, 1944) | - Acidente Afortunado (Song of Nevada, 1944) - San Fernando Valley, 1944 - Luzes de Santa Fé (Lights of Old Santa Fe, 1944) - Utah (Utah, 1945) - Os Sinos de Rosarita (Bells of Rosarita, 1945) - O Homem de Oklahoma (The Man from Oklahoma, 1945) - A Dama do Eldorado (Sunset in El Dorado, 1945) - Não Me Encerrem (Don't Fence Me In, 1945) - Senda Romântica (Along the Navajo Trail, 1945) - A Canção do Arizona (Song of Arizona, 1946) - Arco-Íris do Texas (Rainbow Over Texas, 1946) - Meu Amigo Trigger (My Pal Trigger, 1946) - Sob os Céus de Nevada (Under Nevada Skies, 1946) - Luar do Sertão Texano (Roll On Texas Moon, 1946) - Nas Terras de Oklahoma (Home in Oklahoma, 1946) - Delegado de Saias (Heldorado, 1946) - A Barca do Jogo (Apache Rose, 1947) - Sinos de San Angelo (Bells of San Angelo, 1947) - Primavera nas Serras (Springtime in the Sierras, 1947) - Na Velha Senda (On the Old Spanish Trails, 1947) - Aconteceu no Sertão (The Gay Ranchero, 1948) - Balas Traiçoeiras (Under California Stars, 1948) - Amigo Fiel (Eyes of Texas, 1948) - O Luar de Nevada (Night Time in Nevada, 1948) - A Sineta de Prata (Grand Canyon Trail, 1948) - Fronteira Distante (The Far Frontier, 1948) - Mistério do Lago (Susanna Pass, 1949) - Trilha do Perigo (Down Dakota Way, 1949) - Cavalgada do Ouro (The Golden Stallion, 1949) - Médico da Roça (Bells of Coronado, 1950) - Crepúsculo na Serra (Twilight in the Sierras, 1950) - Vida de Circo (Trigger Jr., 1950) - Comoção na Fronteira (Sunset in the West, 1950) - Barragem Maldita (North of the Great Divide, 1950) - Cowboys em Desfile (Trail of Robin Hood, 1950) - Foguete Misterioso (Spoilers of the Plains, 1951) - Acusação Injusta (Heart of the Rockies, 1951) - O Paladino da Lei (In Old Amarillo, 1951) - Ao Sul de Caliente (South of Caliente, 1951) - Reduto de Assassinos (Pals of the Golden West, 1951) |